# Susan Richardson
Susan Richardson, née le 11 mars 1952 à Coatesville, en Pennsylvanie[réf. nécessaire] aux États-Unis, est une actrice américaine principalement connue pour son rôle de Susan Bradford dans la série télé Huit, ça suffit !

## Biographie

### Enfance
Susan Richardson commence à jouer dans des pièces de théâtre au lycée. Elle obtient son diplôme de fin d'études secondaires au lycée de Coatesville (Pennsylvanie) en 1969 avant de déménager à Hollywood en 1971.

### Carrière
Elle commence sa carrière par de petits rôles dans de longs-métrages tels que American Graffiti en 1973 ou Une étoile est née en 1976. Elle participe comme guest-star aux séries Happy Days et Les Rues de San Francisco. Peu avant son 25e anniversaire, six ans après son arrivée en Californie, elle décroche le rôle de Susan, la quatrième fille de la famille Bradford dans la série Huit, ça suffit !, diffusée du 15 mars 1977 au 29 août 1981 sur le réseau ABC.
Pendant cette période, qui marque le pic de sa carrière, elle apparaît dans deux épisodes de Battle of the Network Stars (en mai 1979 et en décembre 1980), de même que dans de nombreux jeux télévisés, tels que  Pyramide, Password Plus and Super Password, Match Game ou Family Feud en 1978 et 1979.

### Vie privée
Susan Richardson épouse Michael Virden le 15 mars 1978 et tombe enceinte peu de temps après. Cela contraint d'adapter le scénario de Huit, ça suffit ! pour que le personnage incarné par l'actrice tombe également enceinte. Susan Richardson donne naissance le 27 février 1980 à une fille prénommée Sarah. Après l'accouchement, une rumeur circule sur un possible renvoi de Susan de la série si elle ne perd pas les 40 kg pris pendant sa grossesse. Éprouvant des difficultés à retrouver son poids d'origine de manière naturelle, l'actrice entame une consommation de cocaïne. D'autres jeunes acteurs de la série Huit, ça suffit ! sont également confrontés à des problèmes d'addiction (Willie Aames, Lani O'Grady ou Adam Rich notamment).
En 1987, elle déclare avoir été enlevée et presque assassinée par des cinéastes nord-coréens. La véracité de ce récit fait polémique et différents articles se contredisent sur l'exactitude de cette histoire.
En janvier 2013, le site The Huffington Post publie une interview réalisée par le National Enquirer où l’actrice dévoile les épreuves qu'elle a traversées et sa déchéance physique et sociale. Elle confie notamment vivre dans un mobile-home sans chauffage à Wagontown, près de sa ville natale de Coatesville. Elle indique souffrir de diabète, avoir subi trois attaques, avoir perdu beaucoup de poids et ses dents en raison de troubles digestifs.

## Filmographie
| Année   | Titre                             | Rôle                     | Notes                                                           |
| ------- | --------------------------------- | ------------------------ | --------------------------------------------------------------- |
| 1973    | American Graffiti                 | Judy                     |                                                                 |
| 1974    | Nakia                             | Nancy                    | Épisode A Matter of Choice                                      |
| 1975    | Les Rues de San Francisco         | Marlene Hollander        | Épisode La Programmation de Charlie Blake, saison 3, épisode 19 |
| 1975    | Happy Days                        | Carol Danson             | Épisode Jamais quatre sans cinq, saison 2, épisode 19           |
| 1976    | Une étoile est née                | Groupie                  |                                                                 |
| 1977    | The McLean Stevenson Show         | Sharlene                 | Épisode The Great Rift                                          |
| 1977–81 | Huit, ça suffit !                 | Susan Bradford Stockwell | 112 épisodes                                                    |
| 1979    | The Runaways                      | Kathleen Randolph        | Épisode Screams in the Night                                    |
| 1981    | La croisière s'amuse              | Emily Parker             | 1 épisode, saison 5 épisode 11                                  |
| 1982    | Fantasy Island                    | Ellen                    | Épisode The Magic Camera/Mata Hari/Valerie, saison 5 épisode 12 |
| 1982    | Chips                             | Snow Pink                | Épisode : La Petite Guerre, saison 5, épisode 16                |
| 1982    | Au fil des jours                  | Eloise                   | Épisodes The Honeymoon Is Over, First Things First              |
| 1987    | Eight Is Enough: A Family Reunion | Susan Bradford           | Téléfilm                                                        |
| 1989    | An Eight Is Enough Wedding        | Susan Bradford           | Téléfilm                                                        |